# Won Gyun
Won Gyun (coréen : 원균, hanja:元均 ;12 février 1540 – 27 août 1597) est un général et amiral coréen de la dynastie Joseon. Il est surtout connu pour sa campagne contre les Japonais durant les invasions du Japon de Toyotomi Hideyoshi. Won est membre de la famille Won du village de Wonju, bien connue pour les accomplissements militaires de ses membres. Il naît en 1540 près de Pyeongtaek et fait preuve très tôt de ses talents de guerrier. 

## Carrière militaire
Après avoir passé l'examen de qualification, il est reconnu comme officier de l'armée et affecté à la frontière nord pour la défendre contre les Jurchens qui attaquent fréquemment des villages coréens. Won mène de nombreuses campagnes réussies avec Yi Il et Yi Sun-sin contre les Jurchens. Après de formidables succès sur la frontière nord, il est promu amiral en 1592 et envoyé sur la côte sud de la province de Gyeongsang pour commander la flotte occidentale de la province, avec Yi Sun-sin, devenu amiral avant Won et qui prend le commandement de la flotte orientale de la province de Jeolla. À l'époque, Won et Yi sont tous deux commandants de cavalerie sans aucune expérience de la guerre navale.

### Avant l'invasion japonaise
À cette époque, le Japon est uni par un nouveau chef après une longue période de guerre interne, Toyotomi Hideyoshi. Hideyoshi est devenu chef suprême de la plus grande partie du Japon en tuant de nombreux concurrents pour accéder au pouvoir. Il décide de commencer une guerre expansionniste contre les voisins du Japon. Certains Coréens se rendent compte de l'importance de la menace japonaise et font valoir que la dynastie Joseon doit se préparer à une invasion future du Japon ainsi qu'à la menace Jurchen déjà existante. Cependant, le gouvernement est divisé le long de lignes de factions, de sorte que les fonctionnaires ne peuvent parvenir à une décision. Hideyoshi voit la chance de prendre la Corée non préparée.

### Service durant la première vague d'invasion japonaise
Le 13 avril 1592, la flotte japonaise sous le commandement de Katō Kiyomasa lance une attaque soudaine sur la flotte orientale de la province de Gyeongsang et met hors service tous les navires sous son contrôle. L'armée principale sous Katō Kiyomasa et Konishi Yukinaga débarque le jour suivant sur la péninsule coréenne et marche vers le Nord. Won, qui est le commandant de la flotte orientale de la province de Gyeongsang, connaît également une déroute face aux envahisseurs japonais. Il est à noter que le prédécesseur de Won est parvenu à passer une inspection de préparation au combat de la flotte juste un an avant la guerre. Avec cette force compétente, l'amiral Won a peut-être eu l'occasion d'intercepter et d'engager des forces d'invasion japonaises en mer, donc peut-être de prévenir sinon de retarder l'incursion japonaise sur le sol coréen. Cependant, il décide de ne pas agir en fonction des renseignement secrets concernant l'incursion japonaise jusqu'à ce que la partie des Japonais qui a débarqué établisse une tête de pont et assiège avec succès la ville de Busan. À ce stade, Won coule plusieurs de ses navires en retraite afin de s'assurer qu'ils ne seront pas capturés par les forces d'invasion japonaises. Avec seulement 4 navires encore sous son commandement, Won appelle à l'aide Yi Sun-sin qui s'est préparé pour la guerre et a créé une flotte plus petit et prête au combat. Le roi Seonjo ordonne finalement aux deux amiraux de lutter contre les forces japonaises le 2 mai 1592. Finalement, Won et Yi commencent leur campagne deux jours plus tard avec l'amiral Yi Eok Ki, commandant de la flotte orientale de la province de Jeolla qui devient plus tard commandant de la flotte occidentale de la même province à la suite de la promotion de l'amiral Yi Sun-sin.
Le 7 mai, la marine coréenne commandée par Yi détruit une flotte japonaise à la bataille d'Okpo. Plus tard Won est promu général de l'armée tandis qu'Yi Sun-sin devient chef d'état-major de la marine.

### Complot pour déposer Yi Sun-sin
En 1597, les Japonais décident de cesser toute négociation avec les Coréens et les Ming de Chine et prévoient une nouvelle invasion de la Corée. Pour ce faire, ils complotent pour éliminer l'amiral Yi Sun-sin de son poste. Des espions japonais dirigés par Konishi Yukinaga font courir la rumeur que Katō Kiyomasa presse d'autres japonais à continuer le combat et traversera bientôt la mer. Le roi Seonjo ordonne à l'amiral Yi de s'emparer de Katō  mais Yi refuse de le faire car il sait qu'il s'agit de fabrications d'agents japonais.
Seonjo vit dans la crainte d'une possible tentative de coup d'État de la part de Yi Sun-sin ou de ses partisans, bien que cela n'a jamais été démontré, mais il est convaincu que cela peut se produire un jour puisque Yi a refusé d'exécuter ses ordres à plusieurs reprises. Sans compter que sa flotte est la plus grande force de combat de tous les côtés. Yi refuse d'exécuter les ordres uniquement pour des raisons tactiques, mais l'acte d'insubordination lui-même, aussi justifié qu'il soit, effraie le roi au-delà de son point de rupture. Seonjo ordonne finalement l'exécution de Yi mais la cour royale à contrecœur mais avec succès résiste à cet ordre et est en mesure de réduire la peine à de l'emprisonnement et à la rétrogradation. Yi est ensuite placé sous le commandement de Gwon Yul (en) pour se remettre des blessures qu'il a subies de la torture administrée pendant l'enquête sur les accusations portées contre lui. Seonjo remplace alors Yi par Won Gyun comme chef du personnel de la marine.

### Bataille de Chilcheonryang - Premier et dernier engagement naval de Won Gyun
Won sait aussi que l'information est fausse et lui non plus n'avance pas vers Busan pour les mêmes raisons tactiques qu'Yi a exposées à la cour royale avant son renvoi du poste. Yi a été démis de ses fonctions pour avoir refusé l'ordre d'engager le combat avec les Japonais. Le gouvernement continue de faire confiance à l'information et ordonne à Won d'attaquer les navires japonais à Ungchŏn. Won attaque les Japonais, qui sont pour la plupart désarmés et protégés en vertu du traité de cessez-le-feu signé pour soutenir le processus de négociation qui est sur le point de prendre fin, mais reste toujours en vigueur, et les défait. Il perd l'un de ses navires de guerre et son capitaine lors de l'attaque. Il cesse sa progression après avoir reçu une lettre de protestation du commandant japonais. Puis le maréchal Gwon Yul, lui-même objet d'une forte pression du roi, rappelle Won à son quartier général et une fois de plus lui donne l'ordre d'attaquer le port de Busan. Won conduit finalement la marine vers Busan avec le célèbre amiral Yi Eok Ki, suivant les ordres malgré des considérations tactiques opposées.
Les Japonais semblent d'abord se retirer mais il s'agit en fait d'un piège. Les Japonais sont déjà prêts à dévaster la marine Joseon avant l'invasion terrestre et le nombre de navires japonais est si grand que la plupart des Coréens sont déjà effrayés, y compris l'amiral Bae Seol. La flotte japonaise, commandée par le célèbre commandant de marine Tōdō Takatora, s'avance vers les flottes de Won Gyun. Won sait qu'il va perdre la bataille, mais n'a pas d'autre choix que de s'engager.
À la bataille de Chilchonryang, la plupart des navires de la marine Joseon sont détruits; Won lui-même est tué dans l'action. Seul le petit détachement de douze navires de guerre, sous le commandement de l'amiral Bae Sol, qui a refusé de participer et s'est enfui avant même le début de la bataille, survit. Tous les autres navires qui participent au combat sont détruits ou endommagés, ainsi que la quasi-totalité des officiers de première ligne de la marine Joseon et de nombreux commandants compétents de niveau intermédiaire.

## Conséquences
La bataille ouvre au Japon la voie pour passer dans la mer Jaune et Tōdō Takatora met en place le plan pour attaquer Hanyang à la fois de terre et de mer avec Katō Kiyomasa et Konishi Yukinaga. Cependant, les espoirs du Japon sont écrasés à nouveau par le retour de Yi Sun-sin à la bataille de Myong-Yang qui décide du vainqueur de la guerre dévastatrice. Malgré toute la controverse historique, à la fois Won Gyun et Yi Sun-sin reçoivent des éloges après leur décès.

## Postérité
À côté de sa carrière militaire, Won Gyun est peut-être mieux connu pour ses fautes personnelles, qui comprennent une consommation d'alcool excessive et des tentatives d'adultère. Dans ses journaux de guerre, Yi Sun-Sin rappelle des rapports et des rumeurs sur les « actes cruels » commis par Won et même mentionne un incident dans lequel Won tente en vain de séduire la femme d'un de ses subordonnés, le qualifiant de « méchant homme » et (au moins partiellement) le blâme pour sa dégradation (comme l'indique la citation, « Won emploie tous les moyens pour me piéger »).
Il existe encore beaucoup de controverses en ce qui concerne Won Gyun comme chef militaire. Largement éreinté par des universitaires et des historiens, des travaux récents suggèrent que Won Gyun a peut-être été trop vilipendé pendant l'administration de Park Chung-Hee afin d'élever Yi Sun-sin par juxtaposition. En particulier, les succès antérieurs de Won Gyun contre les Jurchens sont passés sous silence et il y a un intérêt à fournir une vision plus objective de la carrière militaire de Won Gyun.
Bien que Won Gyun a commis des fautes en tant qu'officier de marine, une grande partie de la responsabilité des troubles au cours de cette période réside dans l'incompétence divisée entre factions de la cour royale. Cependant, il est encore difficile d'ignorer ses actions et son manque de compétence en tant que commandant de la marine, et de blâmer l'instabilité politique et l'indécision de la cour royale pour le résultat de la bataille de Chilcheonryang. La bataille a conduit à l'anéantissement quasi complet de l'ensemble de la marine coréenne dans un seul engagement contre les Japonais, qui étaient jusqu'à présent incapables de l'emporter contre les Coréens dans un combat naval.

## Dans la culture populaire
Dans la série de téléfilms coréenne Amiral immortel Yi Sun-sin, Won Gyun (interprété par Choi Jae-sung (en)), est dépeint comme un homme fondamentalement honnête qui est, cependant, très colérique et obstinément fidèle à son roi. Dans cette représentation, Won et Yi Sun-shin commencent leur carrière militaire en amis mais en tant que commandants de la marine, ils commencent à être en désaccord sur les stratégies de lutte contre les Japonais. La tactique prudent et bien pensée de Yi contraste avec la préférence de Won pour affronter de face les Japonais. Il en résulte la quasi-destruction de la flotte Joseon mais à la fin Won reconnaît qu'Yi a eu raison tout au long et il se sacrifie noblement à assurer la retraite de ses hommes restants.

## Source de la traduction
- (en) Cet article est partiellement ou en totalité issu de l’article de Wikipédia en anglais intitulé « Won Gyun » (voir la liste des auteurs).